# Ritz Cyclecar Company
Ritz Cyclecar Company war ein US-amerikanischer Hersteller von Automobilen.

## Unternehmensgeschichte
Das Unternehmen wurde 1914 in Manhattan in New York City gegründet. Beteiligt waren Carl D. Ritzwoller, Solomon Satzauer und A. Russell Smith als Konstrukteur. Im gleichen Jahr begann die Produktion von Automobilen, die bei der Driggs Ordnance & Manufacturing Corporation stattfand. Der Markenname lautete Ritz. Einige Fahrzeuge wurden nach England exportiert. Anfang 1915 verklagte Ritz Driggs wegen ausbleibender Lieferungen, während Driggs behauptete, Ritz hätte nicht gezahlt. Im November 1916 fällte ein Gericht das Urteil zugunsten von Ritz. Da war das Unternehmen aber bereits aufgelöst, denn 1915 endete die Produktion. Insgesamt entstanden 205 Fahrzeuge.

## Fahrzeuge
Im Angebot standen Kleinwagen und keine Cyclecars, wie die Firmierung suggeriert.
Die Fahrzeuge von 1914 hatten einen luftgekühlten V2-Motor. Er war mit 10/12 PS angegeben. Die Motorleistung wurde über eine Kardanwelle an die Hinterachse übertragen. Das Fahrgestell hatte 249 cm Radstand und 112 cm Spurweite. Der Roadster bot Platz für zwei Personen nebeneinander. Der Neupreis betrug 395 US-Dollar.
1915 folgte ein etwas größeres Modell. Es hatte einen Vierzylindermotor mit Wasserkühlung. 63,5 mm Bohrung und 101,6 mm Hub ergaben 1287 cm³ Hubraum und 15 PS Leistung. Der Radstand war auf 254 cm verlängert worden. Das Leergewicht betrug etwa 500 kg und der Neupreis 425 Dollar.

## Modellübersicht
| Jahr | Modell   | Zylinder | Leistung (PS) | Radstand (cm) | Aufbau   |
| ---- | -------- | -------- | ------------- | ------------- | -------- |
| 1914 | 10/12 HP | 2        | 10/12         | 249           | Roadster |
| 1915 | 15 HP    | 4        | 15            | 254           | Roadster |